# Tacheng (prefectuur)

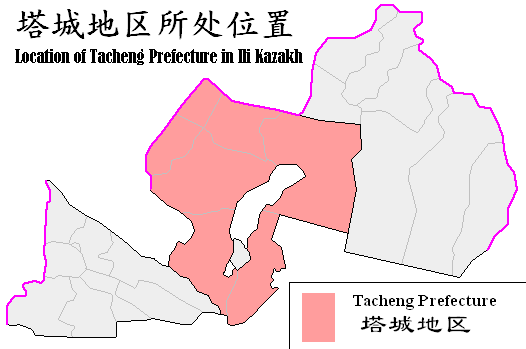
De prefectuur Tacheng binnen Ili.

Tacheng is een prefectuur binnen de Kazachse Autonome Prefectuur Ili, in de Oeigoerse autonome regio Xinjiang in de Volksrepubliek China. De hoofdstad is Tacheng.